# Ambassade d'Algérie en Guinée
L'ambassade d'Algérie en Guinée est la représentation diplomatique de l'Algérie en Guinée, qui se trouve à Conakry, la capitale du pays.

## Ambassadeurs d'Algérie en Guinée
- 2011-2019 : Rabah Fassih
- 2019-2024 : Abdelfetah Daghmoum
- 2025- : Abdelatif Guia[2]